# Popiglio
Popiglio è un paese della provincia di Pistoia, frazione del comune di San Marcello Piteglio, posto lungo il fiume Lima a 523 metri sul livello del mare. Si trova sulla montagna pistoiese lungo la SS12 dell’Abetone e del Brennero. I suoi abitanti sono circa 500, ma molti, emigrati altrove, vi si recano in estate in villeggiatura nei periodi di vacanza.

## Storia
Il primo insediamento nella zona dove attualmente sorge Popiglio è di origine romana e risale probabilmente al II secolo a.C.; se ne trova notizia nel "Liber Censum" di Pistoia del 1382, denominato però "Rocca Secumana". Dalla rocca ha quindi avuto origine il paese di Popiglio. La rocca controllava il bivio tra la Via Claudia Augusta meridionale con la Via Laura, quest'ultima collegamento tra La Lima e Firenze.
Feudo dei Conti Guidi già dall'anno 1000, la rocca fu un importante caposaldo difensivo posto al confine con lo stato lucchese e teatro di molti conflitti tra le città di Lucca e Pistoia agli inizi del XIV secolo, venendo distrutta e ricostruita per ben due volte.
Sotto la spinta di Pistoia, la rocca ottiene l'indipendenza comunale verso la metà del XIII secolo con la conseguente liberazione dal dominio feudale; Popiglio comunque, pur mantenendo l'autonomia e le proprie magistrature interne, si appoggiò a Pistoia sia per motivi militari che politici, costituendo uno dei primi esempi di federalismo (fenomeno che interessò tutto il territorio della montagna pistoiese).
Ha fatto amministrativamente parte del Comune di Piteglio, che poi si è fuso con quello di San Marcello Pistoiese.

## Monumenti e luoghi d'interesse

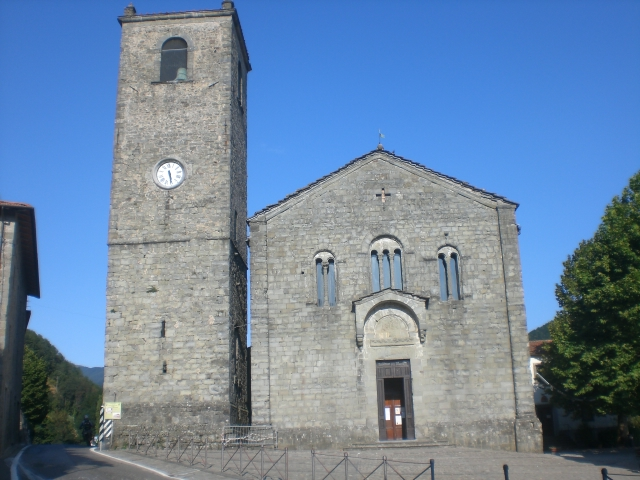
La Pieve di Santa Maria Assunta a Popiglio, in Piazza della Chiesa.

### Pieve di Santa Maria Assunta
Finita di costruire nel 1271 è un'imponente testimonianza della tarda architettura romanica. Nei secoli ha subìto numerose modifiche, soprattutto in epoca rinascimentale e barocca, che hanno interessato soprattutto l'interno, ma che hanno lasciato inalterata la sobria facciata in pietra serena.
Da vedere il gruppo marmoreo di scuola romana della 1690 circa, l'Ultima cena di Sebastiano Vini e alcuni pancali e confessionali lignei intagliati all'inizio del XVII secolo da botteghe di falegnami del paese.

### Museo diocesano di Arte Sacra

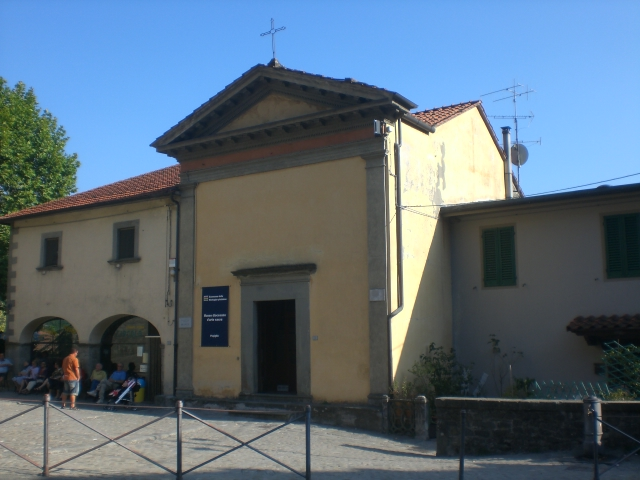
Il Museo Diocesano di Arte Sacra, in Piazza della Chiesa.

Inserito nell'Ecomuseo della montagna pistoiese, il Museo diocesano d'Arte Sacra di Popiglio si compone di due sezioni: una all'interno della Chiesa che ospita arredi, l'altra, che si affaccia sulla piazza dove si trova anche la Chiesa, dove sono conservati soprattutto paramenti sacri. Vi sono esposte importanti testimonianze della religiosità popolare e un polittico trecentesco.

### Teatro Mascagni

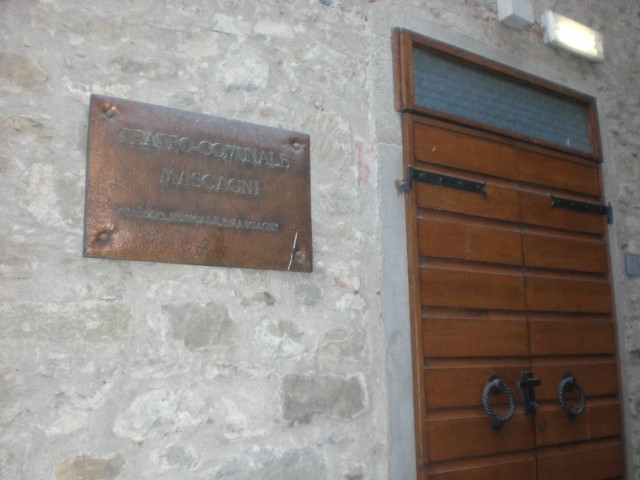
L'entrata del Teatro Comunale Mascagni.

Antico fabbricato appartenente alla famiglia Benedetti, questa costruzione è posta nel cuore del paese. Dal 1890 ospitò la filarmonica del paese, intitolata a Pietro Mascagni, e quindi anche la filodrammatica locale; il teatro mantenne il teatro come attrazione primaria nonostante l'avvento del cinematografo fino alla Seconda guerra mondiale, quando fu occupato dalle truppe naziste. Chiuso nel 1964, fu restaurato dall'Amministrazione Comunale di Piteglio tra il 1980 e il 1984 e poi affidato in gestione a un gruppo di cittadini; dal 1996 i comuni di Abetone, Cutigliano, Piteglio e San Marcello Pistoiese hanno sottoscritto con la Comunità montana un accordo per la gestione sovracomunale della struttura con la collaborazione dell'Associazione Teatrale Pistoiese e della Fondazione Toscana Spettacolo garantendo così una programmazione con spettacoli di livello nazionale. Nel 1998 infine il teatro è stato interessato ad un'ultima fase di lavori per l'adeguamento alle vigenti normative antincendio. Il teatro, oltre alla stagione di prosa in abbonamento e ad iniziative locali, organizza anche una rassegna per le scuole elementari.

### Ponte di Castruccio

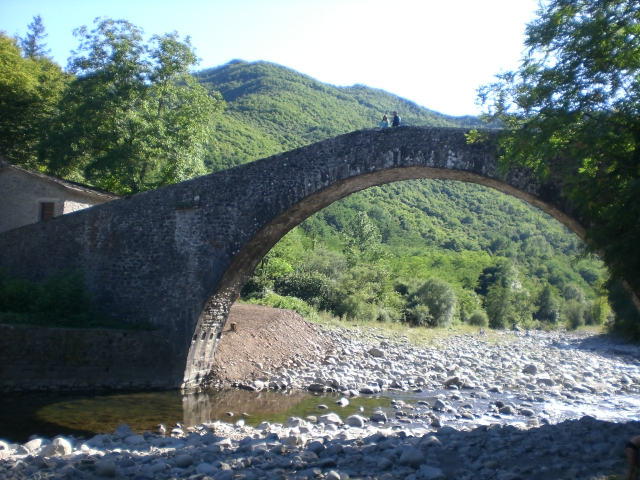
Il Ponte di Castruccio Castracani

Localmente noto anche come "Ponte di Campanelle", il Ponte di Castruccio è un ponte ad una sola arcata alta 10 metri che permette il guado del fiume Lima. Il ponte era il secondo di un sistema di tre ponti di origine medioevale; il primo ponte supera il rio Torbecchia, mentre il terzo attraversava il torrente Liesina.

### La Rocca Securana e le Torri di Popiglio
A monte del paese di Popiglio sorgeva la Rocca Securana, importante punto di difesa della montagna pistoiese sul confine con lo stato lucchese fino al XV secolo; la rocca probabilmente sorgeva su un antico accampamento romano del II secolo a.C. che serviva a proteggere le vie di comunicazione romane. La rocca fu poi sviluppata e rinforzata dai Longobardi, quindi di nuovo sotto il dominio carolingio ed ancora dai Conti Guidi, feudatari della zona.
Le Torri di Popiglio sono gli ultimi resti della Rocca Securana: le due torri rimaste si trovano ad 811 m s.l.m..

## Località dei dintorni
Nei dintorni del paese di Popiglio si trovano due interessanti frazioni: La Lima e Tana Termini.

### La Lima

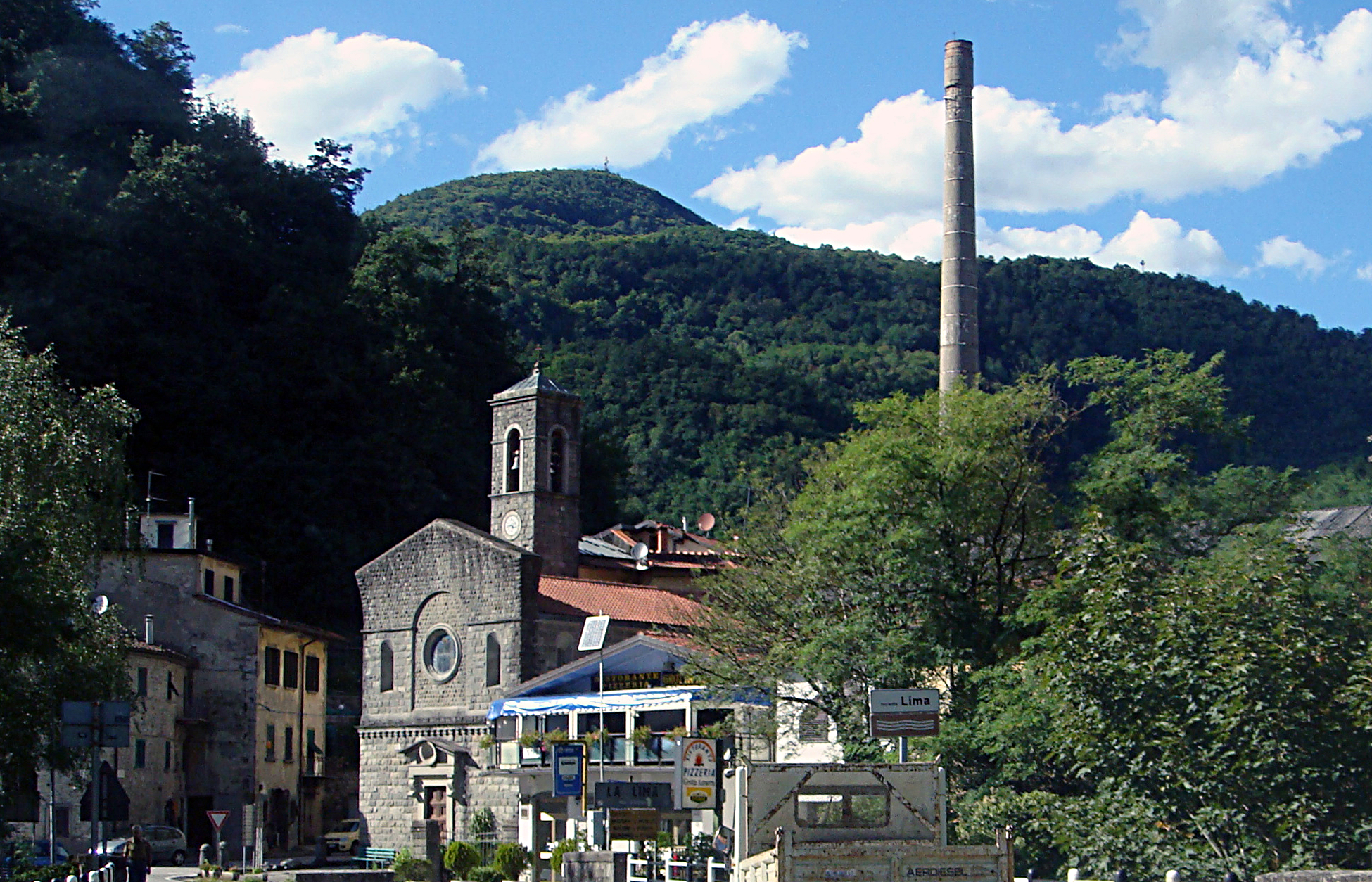
Veduta della Lima.

La Lima è una frazione del comune di San Marcello Piteglio, sviluppatasi intorno all'incrocio tra la Strada statale 12 dell'Abetone e del Brennero e la Strada statale 66 Pistoiese, che qui ha termine.
Ubicata sul lato destro dell'omonimo torrente, è un importante snodo viario per la Montagna Pistoiese. Vi si trova la chiesa dei Santi Paolo Apostolo e Caterina d'Alessandria.
Lungo la Statale 12, subito dopo il bivio in direzione Abetone, si trova un interessante reperto di archeologia industriale cartaria (Cartiera Cini) fulcro della produzione nazionale dalla metà dell'Ottocento alla seconda metà del Novecento, nonché, al vecchio confine con l'estinto comune di San Marcello Pistoiese, le ultimi propaggini di un impianto per la produzione di energia idroelettrica.
Nel tratto tra La Lima e Popiglio si trova la località Piantaglio, con i resti di una fabbrica di ceramiche ed una piacevole discesa al torrente Lima.

### Tana Termini

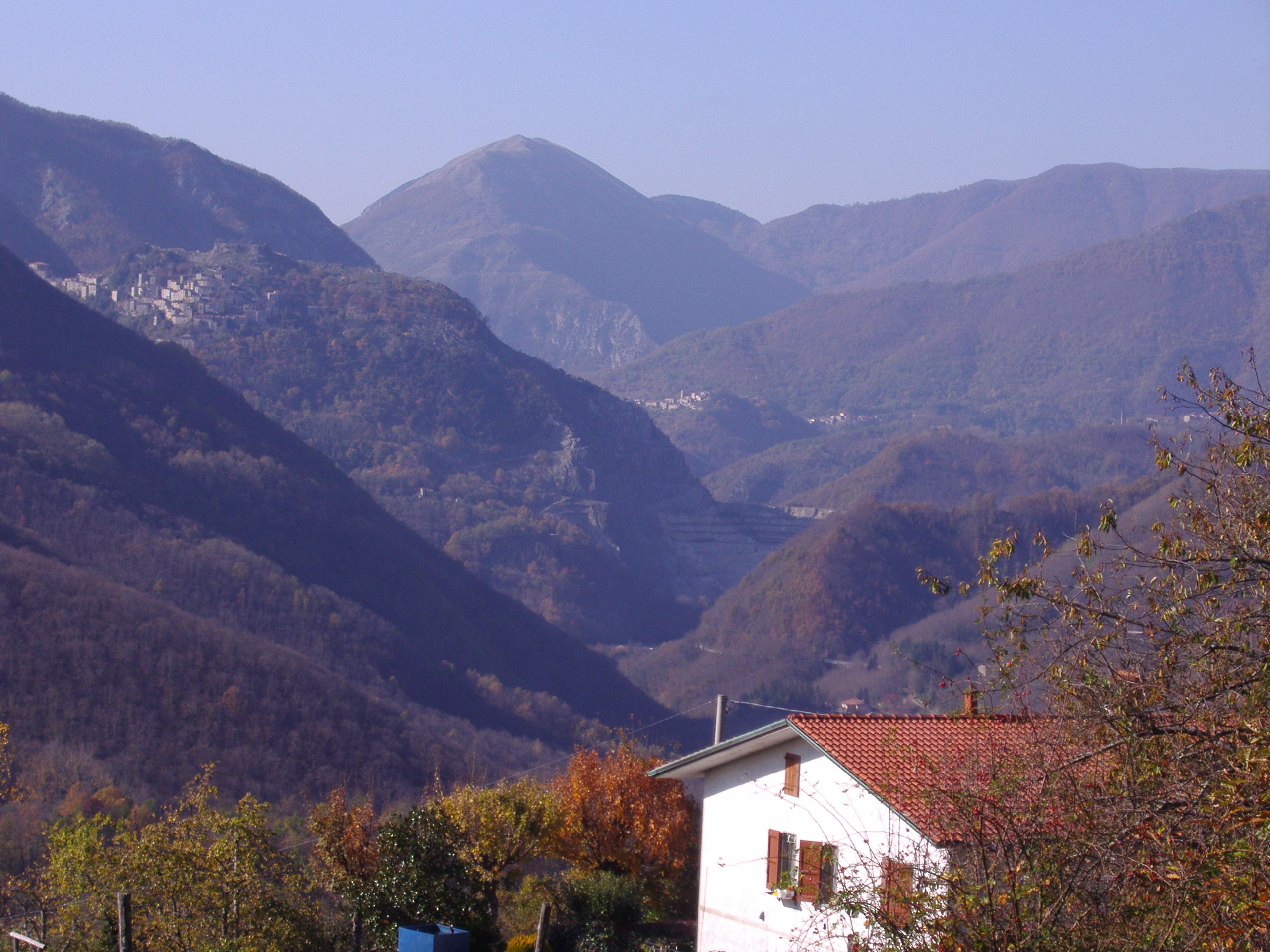
La Val di Lima, Lucchio e Tana Termini dalla località Lolle.

Ultima località dell'ex Comune di Piteglio e della Provincia di Pistoia, si trova sulla Strada statale 12 dell'Abetone e del Brennero, direzione Lucca. La frazione è amministrativamente divisa con il comune di Bagni di Lucca.
Storicamente costituì il confine tra il Ducato di Lucca e le zone che costituiranno dapprima i domini di Firenze, fino al Granducato di Toscana unitosi al Regno di Sardegna col plebiscito del 1860.
Sviluppatosi prevalentemente sul versante sinistro del torrente Lima, nel territorio piteglino si trovano alcune abitazioni, il bivio per l'antico borgo di Lucchio ed una parte della cava mineraria omonima (popolarmente detta Cavitàna). Nel 2010 è entrato in funzione un moderno impianto di compostaggio.
La parte lucchese è maggiormente sviluppata, con numerose abitazioni ed alcune attività commerciali.

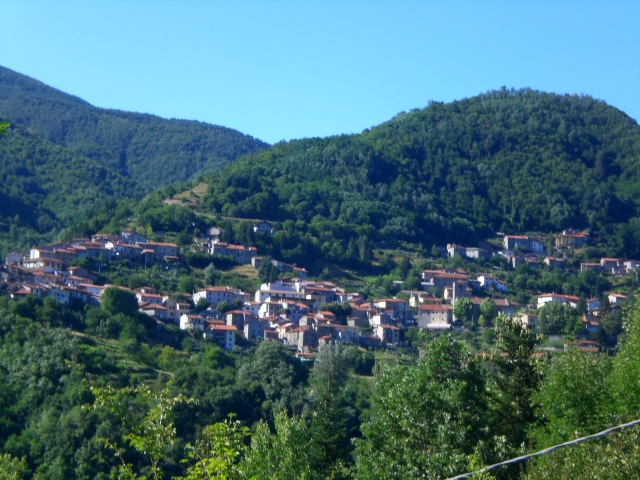
Veduta di Popiglio.

## Maggio
La festa più importante e conosciuta è il Cantar Maggio, che si svolge ogni anno la sera del 30 aprile. Secondo un'antica tradizione contadina, musicisti e cantori vanno in giro per aie e vie, per cantare i canti che annunciano la primavera e che auspicano un buon raccolto, chiedendo in cambio vino e uova che vengono poi consumati insieme.
Il Maggio di Popiglio fa parte del Festival del Maggio Itinerante della montagna pistoiese, ma ha mantenuto un'organizzazione spontanea. Tutti possono partecipare, anche aggregandosi in maniera improvvisata al gruppo dei musicanti.

## Prodotti tipici e gastronomia
I prodotti tipici del paese sono principalmente a base di farina di castagne, che per secoli ha rappresentato l'alimento base di queste parti. Il simbolo sono i necci, consumati con ricotta o carne di maiale.
Con la farina di castagne si preparano anche il castagnaccio e la polenta dolce. Ci sono poi i tipici Biscotti di Popiglio, preparati secondo un'antica ricetta delle monache.